# قائمة رؤساء حكومات الجزائر
هذه قائمة لرؤساء الحكومات الجزائرية منذ تشكيل الحكومة المؤقتة للجمهورية الجزائرية (GPRA) في المنفى في القاهرة، مصر في عام 1958 أثناء الحرب التحرير، ثم الاستقلال في عام 1962، وحتى يومنا هذا.
خدم خمسة عشر شخصا منصب رئيس وزراء الجزائر (عد اثنين من رؤساء الحكومة المؤقتة). بالإضافة إلى ذلك، فقد شغل شخص واحد، أحمد أويحيى، المنصب في ثلاث مناسبات غير متتالية.

## قائمة رؤساء الجزائر
- جبهة التحرير الوطني الجزائرية (FLN)
- التجمع الوطني الديمقراطي (RND)
- بلا انتماء حزبي

| #                                      | صورة           | الاسم (ميلاد–وفاة) (المنصب) (الفترة)                                | فترة شغل المنصب                 | فترة شغل المنصب          | الحزب                         |
| -------------------------------------- | -------------- | ------------------------------------------------------------------- | ------------------------------- | ------------------------ | ----------------------------- |
| —                                      |                | فرحات عباس (1899–1985) رئيس الحكومة الجزائرية المؤقتة               | 19 سبتمبر 1958                  | 27 أغسطس 1961            | جبهة التحرير الوطني الجزائرية |
| —                                      |                | بن يوسف بن خدة (1920–2003) رئيس الحكومة المؤقتة للجمهورية الجزائرية | 27 أغسطس 1961                   | 27 سبتمبر 1962           | جبهة التحرير الوطني الجزائرية |
| 1                                      |                | أحمد بن بلة (1916–2012) الوزير الأول                                | 27 سبتمبر 1962                  | 20 سبتمبر 1963           | جبهة التحرير الوطني الجزائرية |
| منصب ملغي (20 سبتمبر 1963-8 مارس 1979) |                |                                                                     |                                 |                          |                               |
| 2                                      |                | محمد بن أحمد عبد الغني (1927–1996) الوزير الأول                     | 8 مارس 1979                     | 22 يناير 1984            | جبهة التحرير الوطني الجزائرية |
| 3                                      |                | عبد الحميد براهيمي (1936-2021) الوزير الأول                         | 22 يناير 1984                   | 5 نوفمبر 1988            | جبهة التحرير الوطني الجزائرية |
| 4                                      |                | قاصدي مرباح (1938–1993) الوزير الأول                                | 5 نوفمبر 1988                   | 9 سبتمبر 1989            | جبهة التحرير الوطني الجزائرية |
| 5                                      |                | مولود حمروش (1943) الوزير الأول                                     | 9 سبتمبر 1989                   | 5 يونيو 1991             | جبهة التحرير الوطني الجزائرية |
| 6                                      |                | سيد أحمد غزالي (1937) الوزير الأول                                  | 5 يونيو 1991                    | 8 يوليو 1992             | جبهة التحرير الوطني الجزائرية |
| 7                                      |                | بلعيد عبد السلام (1928) الوزير الأول                                | 8 يوليو 1992                    | 21 أغسطس 1993            | جبهة التحرير الوطني الجزائرية |
| 8                                      |                | رضا مالك (1931) الوزير الأول                                        | 21 أغسطس 1993                   | 11 أبريل 1994            | سياسي مستقل                   |
| 9                                      |                | مقداد سيفي (1940) الوزير الأول                                      | 11 أبريل 1994                   | 31 ديسمبر 1995           | سياسي مستقل                   |
| 10                                     |                | أحمد أويحي (1952) الوزير الأول (العهدة الأولى)                      | 31 ديسمبر 1995                  | 21 فبراير 1997           | سياسي مستقل                   |
| (10)                                   | 21 فبراير 1997 | أحمد أويحي (1952) الوزير الأول (العهدة الأولى)                      | 15 ديسمبر 1998                  | التجمع الوطني الديمقراطي |                               |
| 11                                     |                | إسماعيل حمداني (1930) الوزير الأول                                  | 15 ديسمبر 1998                  | 23 ديسمبر 1999           | سياسي مستقل                   |
| 12                                     |                | أحمد بن بيتور (1946) الوزير الأول                                   | 23 ديسمبر 1999                  | 27 أغسطس 2000            | سياسي مستقل                   |
| 13                                     |                | علي بن فليس (1944) الوزير الأول                                     | 27 أغسطس 2000                   | 5 مايو 2003              | جبهة التحرير الوطني الجزائرية |
| (10)                                   |                | أحمد أويحي (1952) الوزير الأول (العهدة الثانية)                     | 5 مايو 2003                     | 24 مايو 2006             | التجمع الوطني الديمقراطي      |
| 14                                     |                | عبد العزيز بلخادم (1945) الوزير الأول                               | 24 مايو 2006                    | 23 يونيو 2008            | جبهة التحرير الوطني الجزائرية |
| (10)                                   |                | أحمد أويحي (1952) الوزير الأول (العهدة الثالثة)                     | 23 يونيو 2008                   | 3 سبتمبر 2012            | التجمع الوطني الديمقراطي      |
| 15                                     |                | عبد المالك سلال (1948) الوزير الأول                                 | 3 سبتمبر 2012                   | 24 مايو 2017             | جبهة التحرير الوطني الجزائرية |
| 16                                     |                | عبد المجيد تبون (1945) الوزير الأول                                 | 24 مايو 2017                    | 15 أغسطس 2017            | جبهة التحرير الوطني الجزائرية |
| (10)                                   |                | أحمد أويحي (1952) الوزير الأول (العهدة الثالثة)                     | 15 أغسطس 2017                   | 11 مارس 2019             | التجمع الوطني الديمقراطي      |
| 17                                     |                | نور الدين بدوي (1959) الوزير الأول                                  | 11 مارس 2019                    | 28 ديسمبر 2019           | سياسي مستقل                   |
| 18                                     | Sin foto       | عبد العزيز جراد (1954-)                                             | 28 ديسمبر 2019                  | 30 يونيو 2021            |                               |
| 18                                     | Sin foto       | عبد العزيز جراد (1954-)                                             | جراد الأولى - الثانية - الثالثة |                          |                               |
| 19                                     | Sin foto       | أيمن بن عبد الرحمان (1966-)                                         | 30 يونيو 2021                   | 11 نوفمبر 2023           |                               |
| 20                                     |                | نذير العرباوي                                                       | 11 نوفمبر 2023                  | حاليا في المنصب          |                               |

## روابط خارجية
- World Statesmen - Algeria